# Делон, Энтони
Энтони Делон (фр. Anthony Delon; род. 30 сентября 1964, Лос-Анджелес, Калифорния, США) — французский и американский актёр.

## Ранние годы
Энтони Делон родился 30 сентября 1964 года в больнице Сидар Синай в Лос-Анджелесе в семье Алена Делона (1935—2024) и его второй супруги Натали Делон (1941—2021). Когда ему исполнился год, семья вернулась во Францию. В 1968 году Ален и Натали Делон развелись. Энтони жил с матерью и в основном воспитывался своим крестным отцом, арт-агентом Жоржем Бомом, поскольку его мать полностью посвятила себя своей актёрской карьере. Делон рос сорванцом. В десять лет родители отправили его в пансион в пригороде Парижа, школу Монсель в Жуи-Ан-Жозас. Он пробыл там два года, затем решил сбежать и прошел около тридцати миль пешком, чтобы вернуться домой, в Париж. Учился в государственной школе в Сен-Жермен-де-Пре. В четырнадцать лет Энтони решает уехать жить к отцу. Его мать Натали уезжает из Франции в США. Делон поступает в институт Шарлеманя на бульваре Сен-Жермен, заведение, известное своей суровостью. Через год его отчислили за хулиганство и провокацию. Отец снова отправил его на два года в пансион в Жуанвиль-Ле-Понт (Валь-де-Марн), которое славится строгими правилами. Оно вымощено бетонным покрытием и оборудовано камерами на каждом этаже. В семнадцать лет он покинул заведение.

## Карьера
В 18 лет Энтони, известный своим агрессивным характером, попал на скамью подсудимых из-за кражи автомобиля и провел месяц в тюрьме, но после выхода на свободу взялся за ум и занялся бизнесом — начал продавать кожаные изделия, за что был назван лучшим преуспевающим молодым предпринимателем Парижа. Однако интерес Делона-младшего к бизнесу быстро сник: через несколько лет он переехал в Нью-Йорк, чтобы активно заняться актёрской деятельностью. К слову, протекции отца у Энтони не было — он сам пробивал себе место в профессии и уже в 21 год снялся в главной роли в фильме «Игла в сердце».
Хотя поклонники Алена Делона считают, что его сын не смог приблизиться к таланту своего отца, карьера Энтони говорит об обратном. В 1997 году Делон-младший снялся в драматическом сериале «Пустыня в огне», где сыграл одну из центральных ролей. В 2007 году на экраны вышел фильм «Танцуй с ним» с Делоном и Матильдой Сенье, а в 2011 — «Полисс», получивший приз жюри Каннского кинофестиваля. Последней работой в фильмографии Энтони на данный момент является комедия «Любовь — не любовь» 2017 года, выпущенная ко Дню Святого Валентина.
Долгие годы Энтони не мог смириться со славой великого отца — порой фамилия Делон даже мешала актёру искать счастья и в личной жизни. Но в последнее время в отношениях звездного отца и сына наметился сдвиг к долгожданному примирению.
Помимо кинокарьеры, Делон-младший ещё в молодости начал профессионально заниматься гонками. Также он увлекся буддизмом и защитой природы.

## Личная жизнь

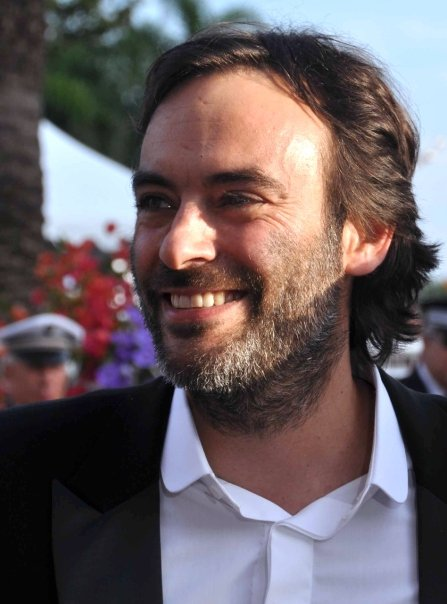
Энтони Делон в 2009 году

Делон встречался с принцессой Стефанией, актрисой Валери Каприски и актрисой Матильдой Сенье, младшей сестрой актрисы Эммануэль Сенье.
27 июня 2006 года он женился на Софи Клерико. У них две дочери — Лу (род. 4 февраля 1996 года) и Лив (род. 25 августа 2001 года). Однако в 2012 году они разошлись.
В июле 2019 он начал встречаться с актрисой Свевой Альвити. В сентябре 2020 года они объявили о своей помолвке во время интервью журналу Paris Match. В 2021 году Делон объявил, что они разорвали помолвку.
В своей автобиографии Энтони Делон признает, что у него есть незаконнорожденная дочь Элисон Ле Борж (род. 4 сентября 1986 года) от неофициальных отношений с танцовщицей Мари-Элен.

## Фильмография
- 1976 ― Комиссар Мулен ― Уго Аррагио
- 1985 ― Игла в сердце ― Уилл
- 1987 — Хроника объявленной смерти — Сантьяго Насар
- 1990 ― Женщина в гриме ― Андреас Файяр
- 1992 ― Больше бабок ― Франсуа Кардо
- 1992 ― Непредвиденная любовь ― Арно
- 1993 ― Резус Ромео ― Арно
- 1997 — Пустыня в огне — принц Бен Тафуд / Рене Дювивье
- 1998 — Берег французского пирата — Жан-Бенуа Обери
- 2001 — Любовь женщины — Давид
- 2005 ― Спешащий человек ― Пьер Ниокс
- 2007 ― Танцуй с ним ― Пол
- 2009 ― Биография Виктора Янга Переса ― Тонио Массари
- 2010 ― Парижские связи ― Джейк
- 2011 — Палиция — Алекс
- 2011 ― Большой ресторан 2
- 2014 ― Вмешательство ― Ромен Лукас
- 2017 ― Любовь — не любовь ― Франсуа